# IC 4596
IC 4596 ist eine Balken-Spiralgalaxie vom Hubble-Typ SBab im Sternbild Skorpion am Südsternhimmel. Sie ist schätzungsweise 338 Millionen Lichtjahre von der Milchstraße entfernt und hat einen Durchmesser von etwa 150.000 Lichtjahren.

Im selben Himmelsareal befindet sich u. a. die Galaxie IC 4600.
Die Typ-IIn-Supernova SN 2006dc wurde hier beobachtet.
Das Objekt wurde am 7. Juli 1899 von DeLisle Stewart entdeckt.